# Ensemble Studios
Ensemble Studios fue un desarrollador de videojuegos estadounidense. Fue fundada por Tony Goodman en 1994 y constituida al año siguiente. Tomó prestado el nombre de Ensemble Corporation, una firma consultora fundada por Goodman en 1990. Fue adquirida por Microsoft en 2001 y funcionó como estudio interno hasta 2009, cuando sus capacidades de desarrollo se disolvieron oficialmente. Ensemble desarrolló muchos juegos de estrategia en tiempo real, incluida la serie de videojuegos Age of Empires, Age of Mythology y Halo Wars. Además del desarrollo de videojuegos, Ensemble Studios también creó el Genie Game Engine utilizado en Age of Empires, Age of Empires II: The Age of Kings y Star Wars: Galactic Battlegrounds. El estudio vendió 20 millones de videojuegos y tuvo una valoración de aproximadamente 500 millones de dólares.

## Videojuegos
Ensemble Studios desarrolló la serie de videojuegos Age of Empires, videojuegos de estrategia en tiempo real, que comprende Age of Empires, Age of Empires II: The Age of Kings y Age of Empires III. También lanzaron Age of Mythology, un videojuego derivado de la serie original. También se lanzaron paquetes de expansión para todos sus videojuegos, incluidos dos para Age of Empires III. Su último lanzamiento fue el videojuego de estrategia en tiempo real llamado Halo Wars para Xbox 360.
| Fecha de lanzamiento | Título                                  | Género                       |
| -------------------- | --------------------------------------- | ---------------------------- |
| 1997                 | Age of Empires                          | estrategia en tiempo real    |
| 1998                 | Age of Empires: The Rise of Rome        | expansión                    |
| 1999                 | Age of Empires II: The Age of Kings     | estrategia en tiempo real    |
| 2000                 | Age of Empires II: The Conquerors       | expansión                    |
| 2002                 | Age of Mythology                        | estrategia en tiempo real    |
| 2003                 | Age of Mythology: The Titans            | expansión                    |
| 2005                 | Age of Empires III                      | estrategia en tiempo real    |
| 2006                 | Age of Empires III: The WarChiefs       | expansión                    |
| 2007                 | Age of Empires III: The Asian Dynasties | expansión                    |
| 2009                 | Halo Wars                               | estrategia en tiempo real    |
| Cancelados           | Titan (Halo MMO)                        | Multijugador masivo en línea |
| Cancelados           | Sorcerer                                | Rol de fantasía-aventura     |
| Cancelados           | Nova                                    |                              |
| Cancelados           | Wrench                                  | plataformas                  |
| Cancelados           | Bam                                     |                              |
| Cancelados           | Agent                                   |                              |

## Cierre y legado
En 1998, Rick Goodman dejó Ensemble Studios y fundó un nuevo estudio independiente, Stainless Steel Studios.
En 2000, Brian Sullivan dejó Ensemble Studios y fundó un nuevo estudio independiente, Iron Lore Entertainment, para desarrollar el videoojuego de rol de acción Titan Quest.
En 2001, Microsoft adquirió Ensemble Studios por 100 millones de dólares. Ensemble permaneció en su ubicación original en una oficina de gran altura en Dallas, Texas, hasta abril de 2008, cuando Microsoft los trasladó a Shops at Legacy en Plano. Su oficina tenía 50 000 pies cuadrados y estaba diseñada para albergar a 120 empleados.
En 2008, Ensemble anunció que cerraría después del lanzamiento de Halo Wars en 2009. Según múltiples informes independientes, todo el personal no esencial fue despedido y el personal restante recibió incentivos para permanecer hasta la finalización del proyecto. Microsoft emitió una declaración interna el 10 de septiembre de 2008 que luego se filtró al público.
La empresa cerró el 29 de enero de 2009. También se afirmó que se crearon al menos dos nuevos estudios por empleados de ES.
En febrero de 2009, el ex director de Ensemble Studios, Tony Goodman, fundó un nuevo estudio independiente, Robot Entertainment, y a varios de los empleados existentes se les ofreció un puesto en esta empresa.
Tras el anuncio de Robot Entertainment, el ex productor de Ensemble Studios, David Rippy, inició un nuevo estudio independiente, Bonfire Studios, compuesto en su totalidad por exmiembros del personal de Ensemble. Posteriormente, Bonfire pasó a llamarse Zynga Dallas mediante su adquisición por parte de Zynga y lanzó solo un videojuego como empresa independiente.
En 2008, varios desarrolladores de Ensemble crearon un tercer estudio llamado Newtoy, Inc., que lanzó Chess With Friends para iPhone en noviembre de 2008, y Words With Friends en agosto de 2009. Newtoy también fue adquirida por Zynga y rebautizada como Zynga With Friends, un apodo de la exitosa serie de videojuegos «With Friends» de Newtoy.
En marzo de 2009, el ex empleado de Ensemble Studios Dusty Monk fundó un cuarto estudio, Windstorm Studios, como una empresa unipersonal.
En junio de 2013, surgió un quinto estudio, Boss Fight Entertainment, fundado por empleados anteriores de Ensemble Studios y Zynga Dallas. Boss Fight Entertainment tiene su sede en McKinney, Texas y desarrolla videojuegos para plataformas móviles. El estudio fue adquirido por Netflix Inc. en 2022.